# Pteroceras monsooniae
Pteroceras monsooniae är en orkidéart som beskrevs av Sasidh. och Sujanapal. Pteroceras monsooniae ingår i släktet Pteroceras och familjen orkidéer. Inga underarter finns listade i Catalogue of Life.